# Uranus (stație de metrou)
Uranus este o stație planificată de metrou din București. Se va afla în Sectorul 5, în apropierea Grand Hotel Marriott.